# Morpho epistrophus catenaria
Morpho epistrophus catenaria es una de las subespecies que integran la especie M. epistrophus, un lepidóptero ditrisio nimfálido del género Morpho. Habita en regiones selváticas del centro-este de Sudamérica.

## Taxonomía y características
Esta subespecie fue descrita originalmente en el año 1811 por el entomólogo británico George Perry.
Etimología
La etimología de la denominación genérica Morpho proviene del idioma griego morfo, morfous, un sustantivo poético femenino que designaba antiguamente a Venus. Por esta razón, en se debe Esta es la razón del porqué en la nomenclatura de sus especies se utiliza el género femenino. El término específico epistrophus hace alusión a un personaje de la Ilíada.
Morpho epistrophus catenaria mide 110 mm en el caso de las hembras, y 90 mm. Su coloración general es celeste pálido a blanco, dorsalmente con marcas marginales irregulares de tonos parduscos, y ventralmente con una hilera media de ocelos en ambas alas de color amarillento, negro, y con centro celeste pálido, todos unidos por una banda pardusca. La hembra se diferencia en tener una tonalidad pardusca en el área inferior de las alas posteriores. 

## Distribución geográfica
Morpho epistrophus catenaria se distribuye en selvas pluviales tropicales en el centro-este de Sudamérica. Es endémica del este del Brasil, en los estados de Minas Gerais y São Paulo.

## Costumbres
Morpho epistrophus catenaria es una mariposa grande, llamativa, de vuelo poderoso, lento, ondulante, a baja o media altura, con habituales planeos y bruscos aleteos, generalmente recorriendo senderos en sectores umbríos y húmedos de las selvas donde habita. Se posa sobre frutos fermentados que caen al piso, o sobre excrementos. Al ser asustada se aleja de la amenaza hacia sectores densos volando rápida y erráticamente para desorientar a la fuente de peligro, aumentando la celada posándose de repente para quedar totalmente quieta y con las alas cerradas, confiando en su mimetismo alar ventral.

### Orugas y sus especies vegetales hospedadoras
La hembra coloca de manera dispersa, bajo las hojas de las plantas específicas, huevos que miden un tamaño de 2 mm de diámetro.
Las larvas u orugas de Morpho epistrophus catenaria se alimentan de las hojas de varias especies leñosas, en especial de los géneros Lonchocarpus, Inga, Sebastiania, Erythroxylum, y Cupania.